# Ermita dels Apòstols de Castellar
L'ermita dels Apòstols de Castellar és una capella de Castellar de la Ribera (Solsonès) inclosa a l'Inventari del Patrimoni Arquitectònic de Catalunya.

## Situació
Es troba a la part central-sud del terme municipal, solitària damunt del serrat dels Apòstols, a la capçalera del barranc de Sant Tirs, a uns tres quilòmetres a ponent de Clarà.
Per anar-hi no cal passar per Clarà. Al punt quilomètric 96 de la carretera C-26, en l'indret conegut com "La Trinxera"(42° 00′ 52″ N, 1° 26′ 27″ E / 42.014418°N,1.440749°E), es pren la carretera asfaltada en direcció a "Madrona". Al cap d'1,5 km. s'arriba a un triple desviament. Es pren la carretera de l'esquerra on un plafó indica, entre d'altres, "Els Apòstols 1,4". Als 2,9 km. es troba el trencall, ben senyalitzat, que porta a la capella. Millor pujar-hi a peu.

## Descripció

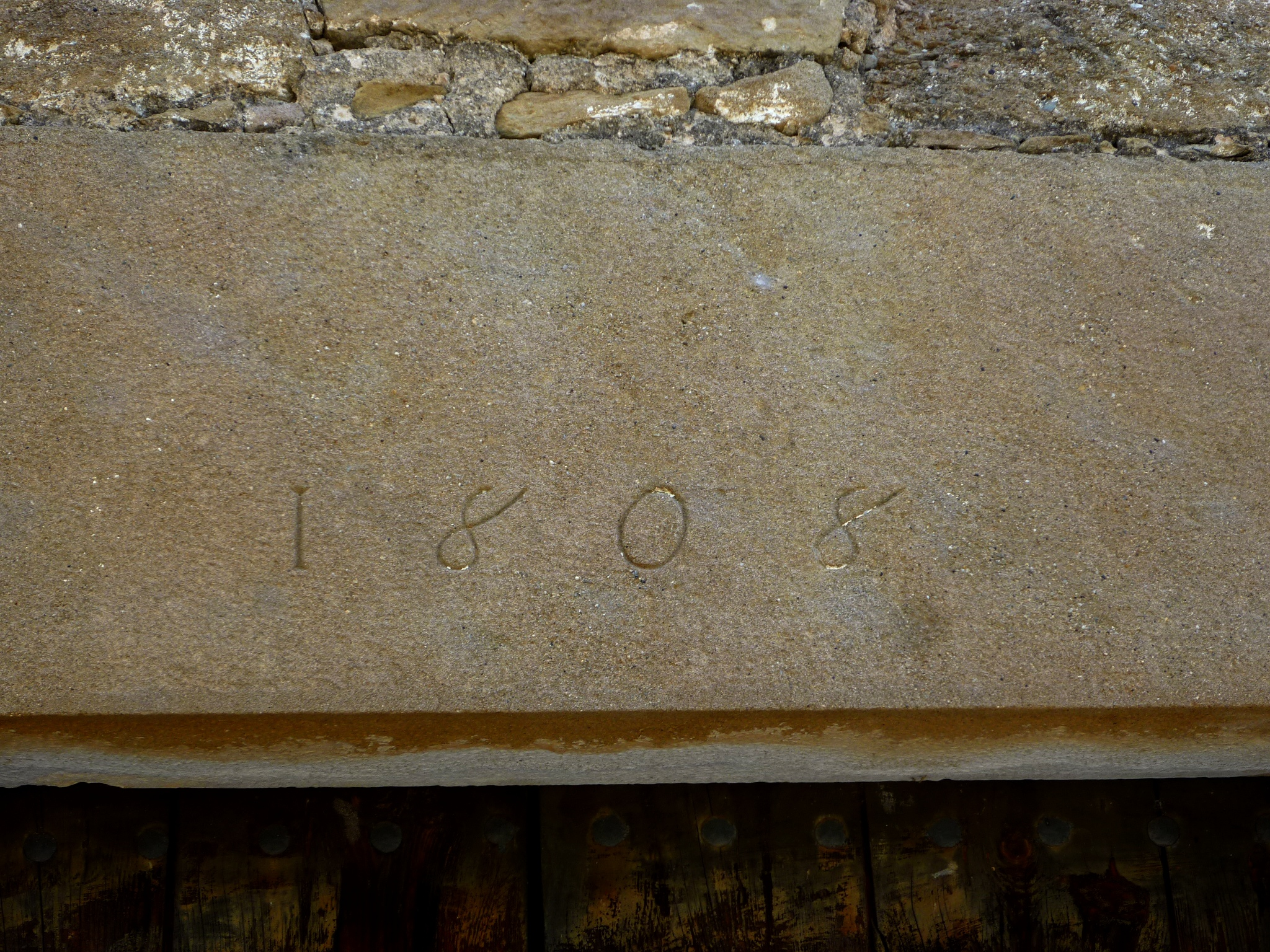
Llinda

Capella de planta rectangular i campanar d'espadanya d'una sola finestra a la cara nord-est. Porta d'entrada amb llinda monolítica on apareix la data de 1808. Al mur sud-est, hi ha una obertura molt petita. La capella està assentada sobre la codina.
A l'interior de la nau, els paraments estan enguixats i pintats. Volta de canó a l'interior.